# Briga Marittima
Briga Marittima o Briga (in francese La Brigue, dal 1947 al 1976 La Brigue de Nice, in brigasco Ra Briga, in ligure Briga, in piemontese Briga Marìtima) è un comune francese di 741 abitanti (al 1º gennaio 2022), situato nel dipartimento delle Alpi Marittime nella regione della Provenza-Alpi-Costa Azzurra.

## Geografia fisica

### Territorio
Il territorio di Briga Marittima è compreso nel bacino del fiume Roia e fa parte, dal punto di vista oro-idrografico, della regione fisica italiana.
La città apparteneva alla provincia di Cuneo ed è stata ceduta dall'Italia alla Francia con il trattato di pace di Parigi del 12 febbraio 1947 e ribattezzata come La Brigue. La parte rimasta in Italia è stata divisa tra il nuovo comune piemontese di Briga Alta (comprendente le frazioni di Piaggia, Upega e Carnino) e il comune ligure di Triora (IM), che ha incorporato la frazione di Realdo.
Situata a 770 metri d'altitudine nell'Alta Valle del Roia (Alpi Marittime), Briga è un villaggio di 633 abitanti, all'ultimo censimento (circa 300 reali durante l'anno), classificato monumento storico.
Il comune di Briga rappresenta l'estrema punta orientale della Regione Provenza-Alpi-Costa Azzurra e si trova, idealmente, sul vertice sud-est dell'Esagono, anche se Lauterbourg, in Alsazia, è in assoluto il comune più orientale della Francia continentale.
Il paese è attraversato da est ad ovest dal torrente Levenza, affluente del Roia. Il paesaggio è di tipo prealpino, costituito da calcari.
Il nome del paese deriva da un termine di origine ligure, che si ricollega alla radice preromana "brigo", la quale designa in lingua celtica ed in lingua ligure un sito elevato e fortificato, e si ritrova anche nel nome degli abitanti, detti Brigaschi.

#### Idrografia
I due corsi d'acqua che attraversano Briga sono la Levenza (da est ad ovest, affluente del Roia) ed il Rio Secco (da sud a nord, affluente del fiume Levenza).
Il Rio Secco è un fiumiciattolo a carattere torrentizio ed il suo letto non si riempie d'acqua che in seguito a forti temporali, i quali possono formarsi all'improvviso, specialmente d'estate, sul Balcone di Marta. 
A secco la maggior parte dell'anno, come indica il suo nome, il Rio Secco può, a seguito di tali piogge violente, divenire un torrente impetuoso molto pericoloso.

#### Topografia
Al fondo della Val Roia, Briga è contornata dal Monte Bego ad ovest, dal versante delle "Ciage" e dal Monte Saccarello ad est, e dal «Balcone di Marta» a sud.
Una parte del comune s'estende fino al Marguareis, insieme carsico nelle Alpi Liguri, frequentemente esplorato da speleologi esperti.

### Clima
Il clima di Briga è di tipo mediterraneo con un'influenza alpina, che può rendere gl'inverni rigidi. Le gelate non sono rare da dicembre a marzo. L'estate è generalmente molto mite, offrendo l'altitudine al paese estati calde ma mai canicolari. I temporali sono frequenti da ferragosto a fine settembre.

## Storia

Le Alpi Marittime nel 1793, con Briga nel suo cantone

Le Alpi Marittime nel 1805, con Briga nel suo cantone

Il territorio ha fatto da sempre parte della Liguria sotto l'Impero Romano, nel Regno longobardo e nel Regnum Italiae formatosi con Carlo Magno.
L'attuale comune francese di La Brigue, che comprende la frazione di Morignolo (francesizzato in Morignole), prima del 1947 era capoluogo del comune italiano di Briga Marittima, comprendente anche le frazioni di Piaggia, Upega e Carnino (oggi nel comune di Briga Alta in provincia di Cuneo) e Realdo (oggi nel comune di Triora, in provincia di Imperia). Questo territorio, noto anche come terra brigasca, era caratterizzato da una cultura tipicamente alpina e pastorale. Nonostante i suoi territori si trovassero sui due versanti opposti del Monte Saccarello, tuttora non collegati da strade comode (ad oggi esistono solo strade militari, non agibili durante la stagione invernale), questo non costituiva un problema per i suoi abitanti, da sempre abituati a spostarsi a piedi seguendo le greggi.

### Il plebiscito del 1860
A seguito dell'alleanza franco-piemontese del 1858 (dopo gli accordi di Plombières tra Napoleone III e Cavour) per la seconda guerra di indipendenza, ne fu prevista la cessione alla Francia, assieme all'ex Contea di Nizza e a Tenda.
Dopo la guerra, vittoriosa per le armate franco-piemontesi, vi fu tenuto un plebiscito che confermasse gli accordi e che risultò favorevole alla Francia.
Tuttavia, le alte gerarchie dell'esercito piemontese, per motivi strategici, fecero pressioni contro la cessione e Napoleone III finì per rinunciare all'annessione di Tenda e di Briga. Per giustificare pubblicamente la rinuncia si disse che i territori interessati facevano parte dei "territori di caccia" della corona sabauda, mentre in realtà questi si trovavano molto più a nord (Mollières) e nelle valli Tinea e Vesubia.
| Briga Marittima             | 15 aprile 1860 | 329 | 329 | 323 | 6 | 0 |
| Fonte: Risultati plebiscito |                |     |     |     |   |   |

### Il passaggio alla Francia nell'ultimo dopoguerra

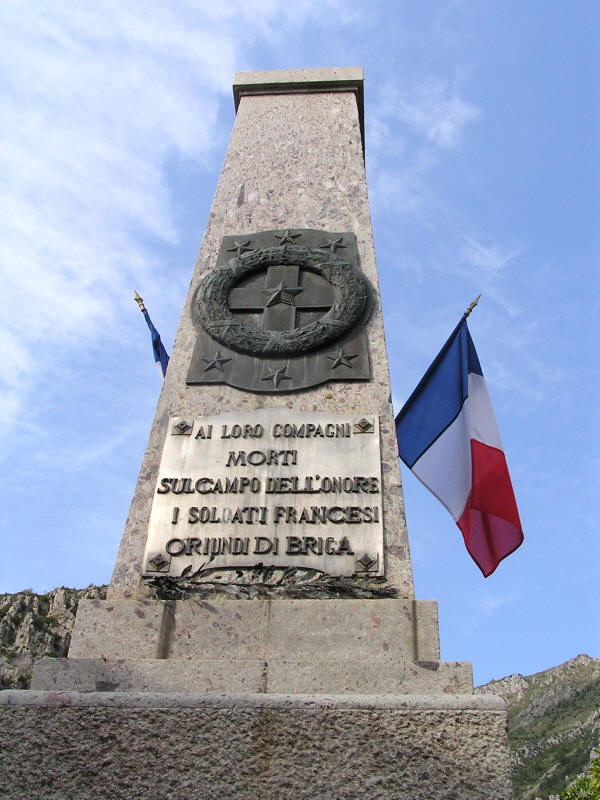
Monumento ai caduti a Briga Marittima

Dopo la seconda guerra mondiale la Francia, vincitrice, chiese l'annessione dei territori di Tenda e Briga, ottenendola come disposto nel trattato di pace firmato dall'Italia il 10 febbraio 1947, entrato in vigore il 15 settembre 1947.
Poiché tuttavia la Costituzione della IV Repubblica francese imponeva che non vi fossero acquisizioni territoriali senza il consenso delle popolazioni interessate, anche se Briga era già controllata militarmente e amministrativamente dalla Francia che ne aveva ottenuta la cessione dall'Italia a seguito della firma del Trattato di pace, le autorità francesi diedero corso ad un referendum fra la popolazione per la scelta tra Francia ed Italia. Il referendum si svolse il 12 ottobre 1947.
La prospettiva del cambio di nazionalità divise la famiglia socialista, comunque minoritaria a Briga: da una parte il Partito Socialista Italiano, favorevole all'annessione della zona alla Francia, e paradossalmente dall'altra il capo dei socialisti francesi, Léon Blum, molto critico sul progetto espansionistico transalpino. In ogni caso, nell'apposito plebiscito del 1947 i brigaschi optarono per il passaggio di sovranità.
Al voto furono ammessi solo i cittadini residenti nella zona al momento del referendum, quelli con almeno un genitore nato nei paesi interessati e quelli che potevano dimostrare di aver avuto ivi un domicilio precedente alla presa del potere del fascismo in Italia nel 1922. Vennero così esclusi dal voto una parte degli abitanti che si erano rifugiati in Italia, in quanto non avevano cambiato la loro cittadinanza in quella francese. Il risultato fu un'adesione quasi unanime (96,07%) alla Francia: su 790 votanti, 759 voti andarono alla scelta "francese" e 26 a quella "italiana", mentre vi furono 5 tra schede bianche o nulle.
In ogni caso il confronto fra i dati del voto del 1946 per la Costituente e quello del 1947 per il Trattato mostra come tali esuli non sarebbero stati in grado di ribaltare l'esito della votazione.
| Briga Marittima                         | 12 ottobre 1947 | 831 | 790 | 759 | 26 | 5 |
| Ugo 1989, p. 172 e Risultati plebiscito |                 |     |     |     |    |   |

### Benedetto Croce e Briga
Nel suo discorso del 24 luglio 1947 all'Assemblea Costituente contro la ratifica del Trattato di pace, Benedetto Croce affermò: «…e perfino le avete [gli Alleati all'Italia, ndr] come ad obbrobrio, strappati pezzi di terra del suo fronte occidentale da secoli a lei congiunti e carichi di ricordi della sua storia, sotto pretesto di trovare in quel possesso la garanzia contro una possibile irruzione italiana».

### Simboli

#### Stemma attuale
L'aquila bicipite è ripresa dallo stemma della famiglia dei Lascaris, conti di Briga; san Martino è il santo patrono; la pecora rappresenta l'allevamento di ovini che è la principale attività economica del paese. Questo stemma è stato adottato nel 1947, dopo l'annessione alla Francia; in precedenza si presentava semplicemente d'azzurro alla croce d'argento.

#### Periodo italiano (1860-1947)
Durante il periodo italiano il comune richiese l'adozione di uno stemma civico con lettera del 18 novembre 1933 proponendo di riprendere l'arma dei Lascaris di Ventimiglia, antichi signori del luogo,  che era di rosso; al capo d'oro,  brisata da tre api d'oro sul rosso, male ordinate, quale allusione alla locale industria del miele. La proposta fu esaminata durante la seduta della Commissione Araldica Piemontese del 23 dicembre 1933 ed infine venne concesso uno stemma con regio decreto del 27 febbraio 1938:
Il gonfalone era un drappo partito di giallo e di rosso.

## Monumenti e luoghi d'interesse
A Briga vi sono i resti del castello dei Conti Lascaris.

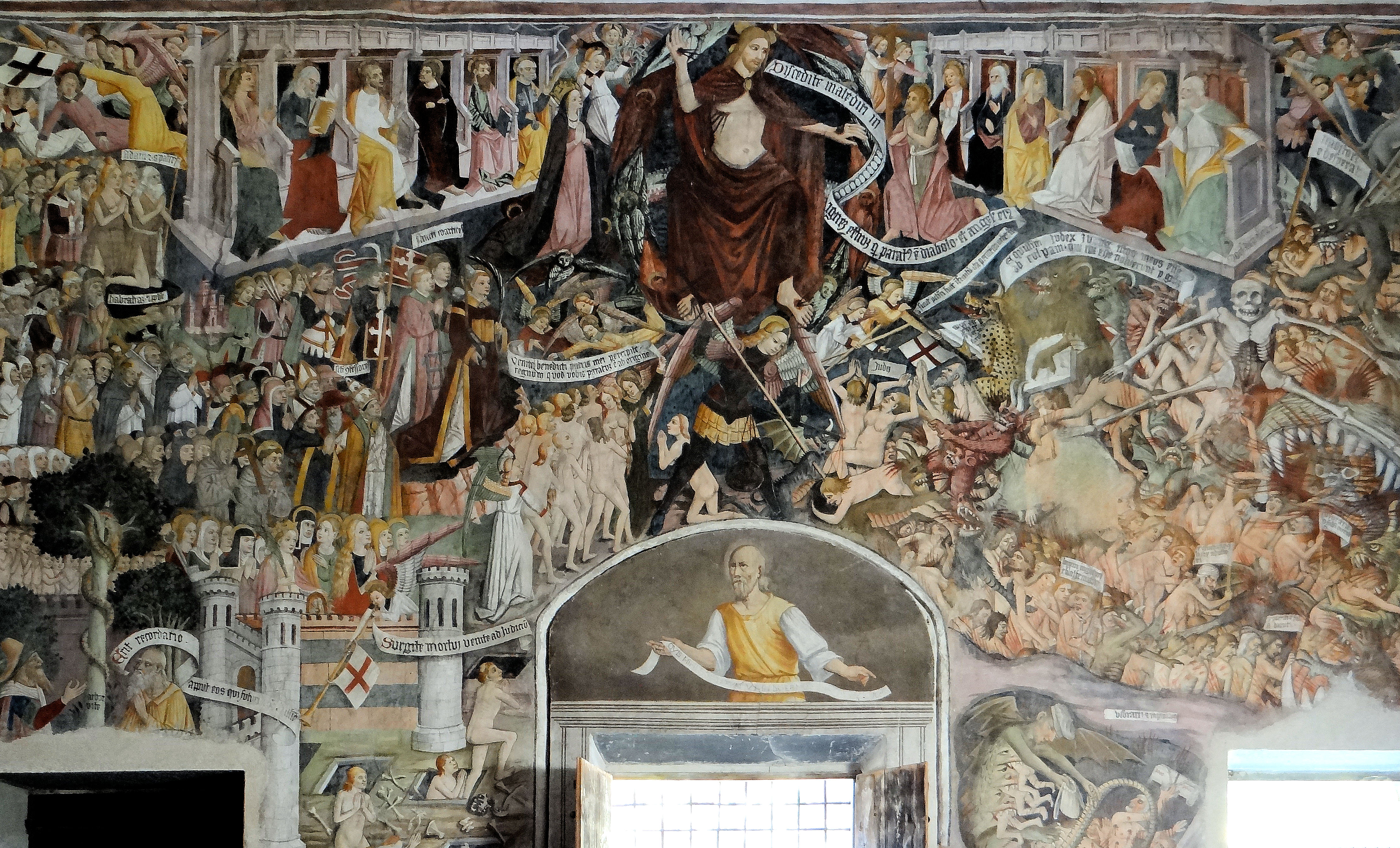
Affresco del Giudizio universale di Nostra Signora del Fontan

Notevole è la chiesa della Madonna del Fontan (Notre Dame des Fontaines), chiamata anche "Cappella Sistina delle Alpi" il cui interno è interamente coperto dagli affreschi di Giovanni Canavesio perfettamente conservati, tra cui un ciclo della Passione del Signore.

Inaugurata il 12 ottobre 1492, sorge su un sito sotto il quale vi sono sette sorgenti che già nell'antichità emettevano acqua ad intermittenza.
Pare che gli abitanti del luogo avessero invocato l'intercessione della Madonna affinché le sorgenti continuassero a far sgorgare acqua.
Altri edifici religiosi sono:
- Collegiata di San Martino;
- Oratorio dell'Assunta;
- Cappella dell'Annunziata;
- Cappella di San Michele Arcangelo.

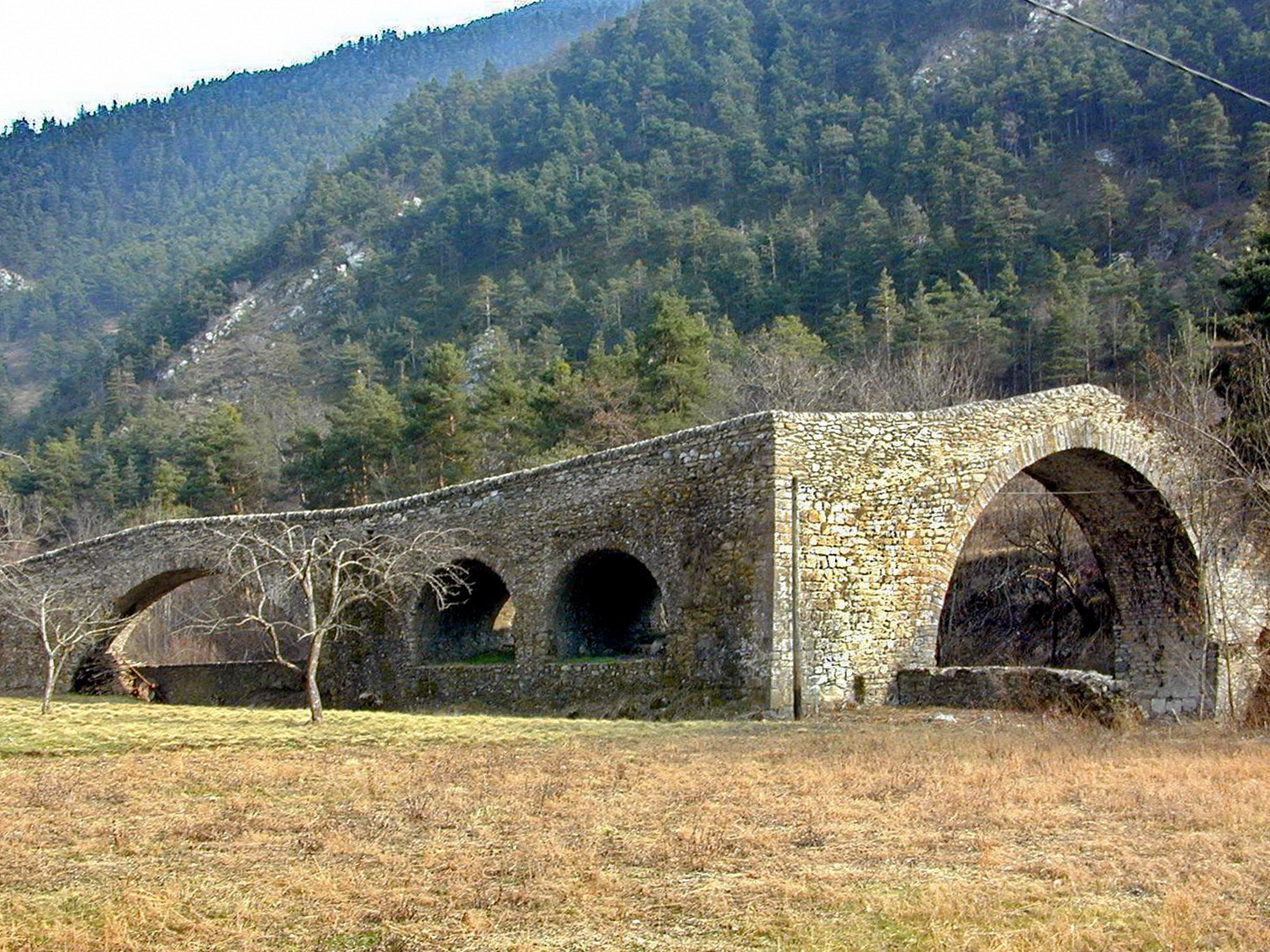
Pont du Coq

Pregevole, inoltre, il ponte medievale del gallo (Le pont du coq).
Innumerevoli i sentieri che da Briga (m 784 s.l.m.) portano al Monte Saccarello (Italia), a Piaggia (capoluogo dell'attuale comune di Briga Alta) ed al Colle Sanson per poi scendere a Realdo, Verdeggia e infine a Triora.

## Società

### Evoluzione demografica
Abitanti censiti

## Cultura
Attualmente il comune fa parte dell'area di lingua ligure in territorio francese. È di lingua e cultura brigasca anche la frazione di Viozene (nel comune di Ormea, CN), situata tra la Colla di Carnino e il torrente Regioso (Alta Val Tanaro), che però non ha mai fatto parte del comune di Briga Marittima.
Testimonianze del passato italiano sono comunque ancora sia a Briga che nel resto dell'Alta Roia, e passeggiando per i borghi ci si può anche imbattersi in antiche scritte in lingua italiana.
In tutta la zona la Francia ha conservato intatti i monumenti ai caduti della Grande Guerra che vide Francia e Italia alleate, ma a Briga ha francesizzato i nomi di battesimo dei caduti, sostituendo la lapide originale con una nuova; si veda anche per il monumento a Giovanni Pastorelli e la lapide sulla Fondazione Arnaldi.
Sull'ingresso del municipio campeggia ben tenuta una lapide in ricordo della battaglia di Vittorio Veneto e in onore del generale Diaz in lingua italiana. Trattasi con più precisione del "Bollettino della Vittoria" che essendo stato redatto dal Diaz, è ovviamente in lingua italiana.
Gli anziani di origine brigasca, forti delle loro tradizioni locali, mantengono ancora oggi stile di vita, idioma ed usanze tipicamente liguri.

## Geografia antropica

### Suddivisioni amministrative

#### Località
- Val-de-Prat
- Bens
- Morignolo

## Infrastrutture e trasporti

### Strade
Il principale asse di comunicazione della valle del Roia, è la strada dipartimentale D6204 (ex nazionale N204), che permette l'accesso a Briga dal sud, provenienti da Ventimiglia, dal sud-ovest, provenendo da Nizza via Sospello ed il Colle di Turini, e dal nord, venendo da Cuneo.
Briga è in disparte rispetto alla strada dipartimentale D6204: bisogna infatti deviare alla biforcazione di San Dalmazzo di Tenda sulla D43 per raggiungere il villaggio, che termina anch'essa nel comune di Briga, in una sorta di cul di sacco, nella frazione di Morignolo da un lato ed in località detta di Bens dall'altro.
È possibile continuare ancora verso est su piste forestali che raggiungono poi le antiche frazioni di Briga sul versante italiano, ma lo stato di manutenzione di tali carrabili, non asfaltate, le riserva pressoché esclusivamente ai soli veicoli fuoristrada.
Per questo fatto, Briga si trova in una posizione di "fine della strada": si può difficilmente passarvi per caso di ritorno da un'altra località od andando verso un'altra destinazione.
Tale particolare situazione stradale "ad imbuto" rappresenta anche uno svantaggio turistico per Briga in confronto alla vicina Tenda, la quale, benché distante solamente cinque chilometri, è un passaggio frequentato tra il Basso Piemonte e la Liguria occidentale.
I trasporti stradali sono anche molto influenzati dalla presenza del Traforo stradale del Colle di Tenda: vetusto e necessitante frequenti rifacimenti, è sovente chiuso, tagliando così fuori Briga, e più in generale la sua vallata, dallo sbocco sul Piemonte.

### Ferrovie
Briga dispone di una fermata ferroviaria lungo la linea internazionale Cuneo-Ventimiglia, a gestione mista Ferrovie dello Stato e SNCF, con una diramazione a Breglio verso Ventimiglia. La linea ferroviaria inaugurata nel 1928, un tempo elettrificata a trazione trifase, fu abbandonata a seguito dei bombardamenti della seconda guerra mondiale e rimessa in servizio a trazione termica solamente nel 1979. È reputata come una delle linee ferroviarie più spettacolari al mondo, tanto da costituire da sola un motivo d'attrazione turistica.
La sua conservazione è considerata come fondamentale dagli abitanti di Briga, essendo l'unica alternativa possibile ai trasporti stradali e la sola forma di trasporto pubblico in Val Roia.
Il materiale rotabile è francese sulla tratta Nizza-Breglio, italiano sul tragitto Ventimiglia-Breglio e misto sul percorso Breglio-Tenda-Cuneo.

## Amministrazione
| Periodo | Periodo   | Primo cittadino    | Partito      | Carica  | Note |
| ------- | --------- | ------------------ | ------------ | ------- | ---- |
| 1945    | 1947      | Francesco Dalfin   | PLI          | Sindaco |      |
| 1947    | 1949      | Hippolyte Lamberti | Lista civica | Sindaco |      |
| 1949    | 1965      | Aimable Gastaud    | Lista civica | Sindaco |      |
| 1965    | 1983      | André Merquiol     | Lista civica | Sindaco |      |
| 1983    | 2008      | Jean-Pierre Bronda | Lista civica | Sindaco |      |
| 2008    | 2014      | Bernard Gastaud    | Lista civica | Sindaco |      |
| 2014    | in carica | Daniel Alberti     | Lista civica | Sindaco |      |

### Gemellaggi
- Triora[21]